# Álvaro Jiménez Alonso
Álvaro Jiménez Alonso, nacido en Torre del Mar (Vélez-Málaga, Málaga, Andalucía) el 29 de febrero de 2000, es un deportista español que compite en atletismo adaptado, especializado en lanzamiento de peso. Posee el récord de España de su especialidad (clase F-41) con 9.65 metros, logrado el 12 de julio de 2025 en el Campeonato Nacional de España, celebrado en Fuenlabrada. Actualmente forma parte del equipo nacional que competirá en el Mundial Paralímpico de Atletismo en Nueva Delhi en septiembre-octubre de 2025.

## Trayectoria deportiva
Se estrenó como deportista en el club Clínicas Rincón (después Rincón Fertilidad) de Vélez-Málaga compitiendo en lanzamiento de peso, disco y jabalina. En 2019 se integró en el Club de Atletismo Adaptado Saiatu-Javi Conde, de Basauri, en el que pertenece hasta su fichaje en mayo de 2025 por el Club Universidad de León Sprint Atletismo, mientras compagina el entrenamiento deportivo con los estudios de Ingeniería Civil.
Álvaro Jiménez ha sido varias veces campeón de España  tanto en lanzamiento de jabalina como en peso, especialidad esta última en la que terminó concentrándose, y en la que ya ha ganado los campeonatos de España de Atletismo Adaptado de 2020, 2021, 2022 y 2023.
El 2021 superó en 13 cm la marca mínima para representar a España en unos Campeonatos de Europa, 7.50 m, convirtiéndose así en el primer español de talla baja que lo logra.
En el Grand Prix de París 2022 de atletismo adaptado, celebrado los días 9 y 10 de junio, quedó sexto en lanzamiento de peso F41 con 8.08 metros, lo que supuso un nuevo récord de España.
El 12 de julio dé 2025 gana nuevamente el Campeonato de España Absoluto por Clubes de Atletismo para personas con discapacidad, celebrado en Fuenlabrada, estableciendo una marca (9.65 cm) que supera en 92 centímetros el anterior récord nacional, también en su poder.

## Competiciones internacionales
| Representando a España \| Año \| Competición \| Sede \| Puesto \| Prueba \| Marca \| \| ---- \| ------------------ \| --------- \| ------ \| ------ \| ------ \| \| 2021 \| Campeonato Europeo \| Bydgoszcz \| 5.º \| Peso \| 7.96 m \| | Representando a España \| Año \| Competición \| Sede \| Puesto \| Prueba \| Marca \| \| ---- \| ------------------ \| --------- \| ------ \| ------ \| ------ \| \| 2021 \| Campeonato Europeo \| Bydgoszcz \| 5.º \| Peso \| 7.96 m \| | Representando a España \| Año \| Competición \| Sede \| Puesto \| Prueba \| Marca \| \| ---- \| ------------------ \| --------- \| ------ \| ------ \| ------ \| \| 2021 \| Campeonato Europeo \| Bydgoszcz \| 5.º \| Peso \| 7.96 m \| | Representando a España \| Año \| Competición \| Sede \| Puesto \| Prueba \| Marca \| \| ---- \| ------------------ \| --------- \| ------ \| ------ \| ------ \| \| 2021 \| Campeonato Europeo \| Bydgoszcz \| 5.º \| Peso \| 7.96 m \| | Representando a España \| Año \| Competición \| Sede \| Puesto \| Prueba \| Marca \| \| ---- \| ------------------ \| --------- \| ------ \| ------ \| ------ \| \| 2021 \| Campeonato Europeo \| Bydgoszcz \| 5.º \| Peso \| 7.96 m \| | Representando a España \| Año \| Competición \| Sede \| Puesto \| Prueba \| Marca \| \| ---- \| ------------------ \| --------- \| ------ \| ------ \| ------ \| \| 2021 \| Campeonato Europeo \| Bydgoszcz \| 5.º \| Peso \| 7.96 m \| |
| Año | Competición | Sede | Puesto | Prueba | Marca |
| --- | --- | --- | --- | --- | --- |
| 2021 | Campeonato Europeo | Bydgoszcz | 5.º | Peso | 7.96 m |

## Campeonatos de España
- Campeón de España de lanzamiento de peso adaptado (2020, 2021, 2022, 2023, 2025).

## Televisión
- 2023: El conquistador del Caribe VI, como concursante.[7]

## Cine
Hace un cameo en la película Cuerpo escombro (2024), de Curro Velázquez.